# Lascaux (Corrèze)
Lascaux é uma comuna francesa na região administrativa da Nova Aquitânia, no departamento de Corrèze. Estende-se por uma área de 7,26 km². Em 2010 a comuna tinha 231 habitantes (densidade: 31,8 hab./km²).